# 各种矿场井下劳动使用妇女公约
各种矿场井下劳动使用妇女公约（英語：Underground Work (Women) Convention）是1935年6月21日第十九届国际劳工大会通过的一项公约，又称1935年井下劳动（妇女）公约，是国际劳工组织第45号公约(C045)。公约于1937年5月30日生效。

## 内容
公约第二条规定任何女性都不得使用于任何矿场的井下劳动。

## 例外
公约第三条规定了四种例外：
1. 担任管理职务而非从事体力劳动的妇女；
2. 从事卫生和卫生福利的妇女；
3. 学习期间在矿场井下受训练的妇女；
4. 偶然需要进入矿场井下的妇女。

## 批准情形
截至目前，已有98个国家批准该公约，但有30个国家先后退出了公约。中华民国于1936年12月2日批准该公约。中华人民共和国则于1984年6月11日承认该公约，公约同日对中国生效。